# Evenfall (canción de Tristania)
«Evenfall» es una canción de la banda noruega de metal gótico Tristania, compuesta por su entonces líder, Morten Veland.
Es el primer y único sencillo de su álbum debut Widow's Weeds, publicado en 1998 por Napalm Records, y es uno de sus temas más conocidos y populares.
La canción presenta una breve introducción con una armonía de coros, denominada "Preludium…".
El sencillo se incluyó como parte del CD y el VHS del Widow's Tour de 1999.
En 2005 el vídeoclip de "Evenfal" se incluyó en el DVD del álbum recpolaitorio Midwinter Tears

## Vídeo musical
"Evenfall" fue promocionada con un vídeo musical que mezcla escenas de una presentación durante su gira Widow's Tour de inicios de 1999, intercaladas con algunas dramatizaciones de actores vestidos con trajes medievales, filmados en ciertas locaciones de Noruega.
Esta versión es ligeramente diferente de la que figura en el álbum original, al presentar una mezcla con un final más reducido y con la adición de "Preludium...".
El vídeo del concierto fue filmado en Oberwart, Austria y fue producido por David Beránek.

## Créditos

### Tristania
- Vibeke Stene - Voz y coros
- Morten Veland - Voz gutural, guitarra y coros
- Anders H. Hidle - Guitarra y coros
- Rune Østerhus - Bajo
- Einar Moen - Sintetizadores y programación
- Kenneth Olsson - Batería y coros

### Miembros de Sesión
- Østen Bergøy – Coros
- Pete Johansen - Violín
- Hilde Egeland, Marita Herikstad, Hilde T. Bommen - Coros